# ブレージツェ
ブレージツェ（Brežice (発音 [ˈbɾèːʒitsɛ] ( 音声ファイル); ドイツ語: Rann [ʁan])）は、クロアチアとの国境に接するスロベニアの市である。

## ギャラリー

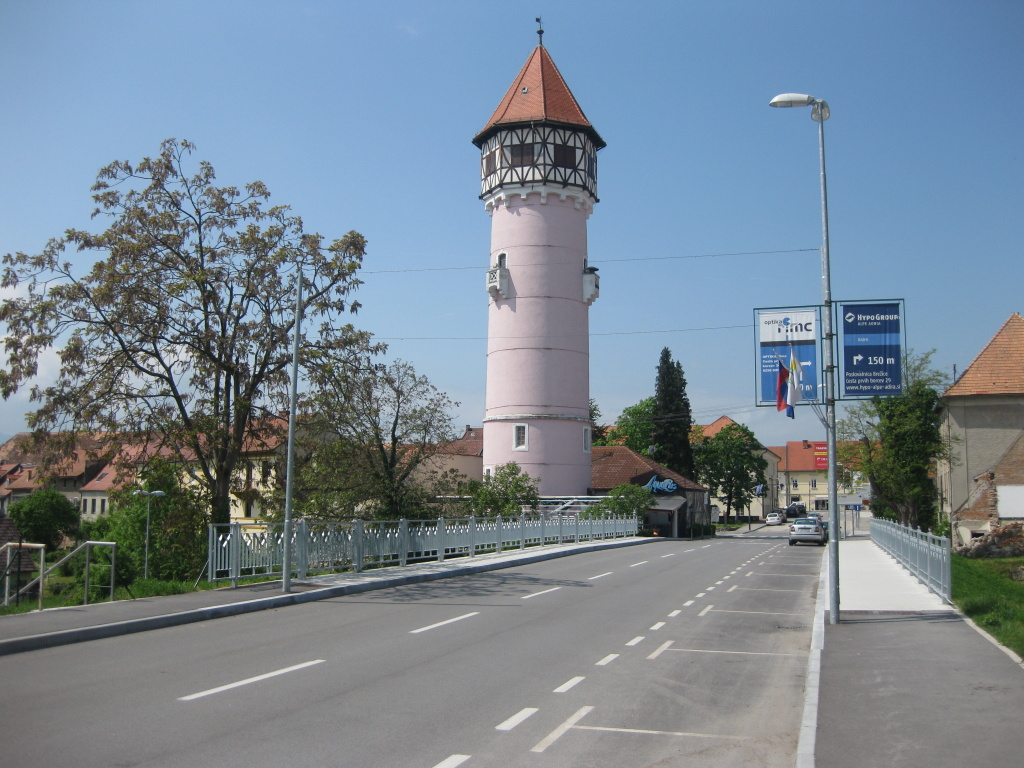
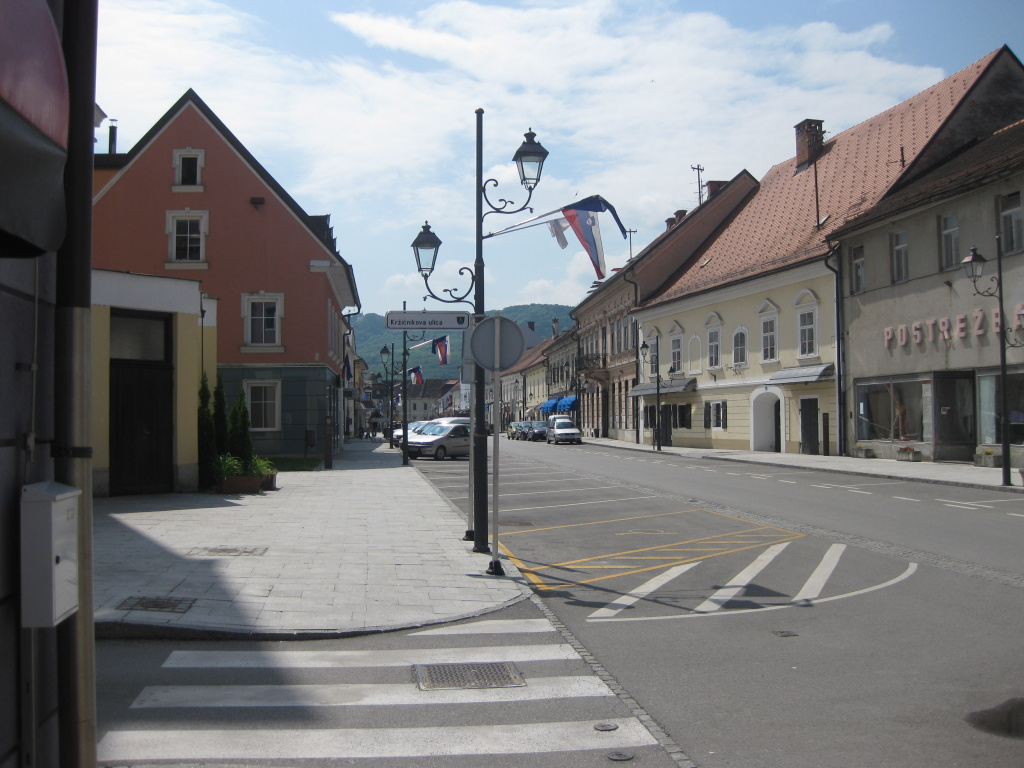